# جون دبليو. ستيفنز
جون دبليو. ستيفنز (بالإنجليزية: John W. Stephens)‏ هو سياسي أمريكي، ولد في 13 أكتوبر 1834، وتوفي في 21 مايو 1870. حزبياً، نشط في الحزب الجمهوري. وقد انتخب عضو مجلس ولاية كارولاينا الشمالية.